# Jože Vidmar
Jože Vidmar (Liubliana, 27 de febrero de 1963) es un deportista esloveno que compitió para Yugoslavia en piragüismo en la modalidad de eslalon. Ganó tres medallas en el Campeonato Mundial de Piragüismo en Eslalon entre los años 1983 y 1993.

## Palmarés internacional
| Representando a Yugoslavia |                             |                   |                |
| Campeonato Mundial         |                             |                   |                |
| Año                        | Lugar                       | Medalla           | Competición    |
| 1983                       | Merano (Italia)             | Medalla de bronce | C1 individual  |
| 1989                       | Río Savage (Estados Unidos) | Medalla de bronce | C1 por equipos |
| Representando a Eslovenia  |                             |                   |                |
| Campeonato Mundial         |                             |                   |                |
| Año                        | Lugar                       | Medalla           | Competición    |
| 1993                       | Mezzana (Italia)            | Medalla de oro    | C1 por equipos |